# 凌雲戰士
《凌雲戰士》（英語：Fighter）是一部2024年印度印地語動作片，由悉達·阿南德執導，故事概念取自他與拉蒙·奇伯的共同構思。電影由維亞康姆18製片室和馬夫利克斯影業（Marflix Pictures）製作，赫利希克·羅桑、荻皮卡·帕都恭及安尼·卡浦爾主演，為空中動作系列電影的首部作品。在片中，英勇無畏的空軍中隊長與菁英飛行員們出勤危險任務，培養彼此友誼的同時，還得應對內外的鬥爭。
本片的消息於2021年1月10日對外宣布。前期製作因COVID-19疫情影響而延遲； 2022年11月開始主要拍攝，拍攝工作在阿薩姆邦、海得拉巴、查謨和喀什米爾及孟買按不同的時間表進行，並於10月下旬宣告殺青。現實中的印度空軍學員協助了本片的製作。故事背景設定於2019年，提及了普爾瓦馬襲擊、巴拉科特空襲與印巴武裝衝突。電影原聲帶作曲由維沙爾—謝卡爾譜寫，由五首歌曲組成；薩奇斯·保羅斯（Satchith Paulose）擔任攝影指導，阿里夫·謝赫（Aarif Sheikh）負責剪輯，雙重否定負責視覺效果的處理。
《凌雲戰士》原定2023年9月30日在全球影院上映，但製作延遲導致上映日期延至2024年1月25日，恰逢共和國日週末。本片在影評界的口碑褒貶不一，全球票房達34億盧比，成為2024年票房第七高的印度電影。

## 劇情
在查謨和喀什米爾地區的斯利那加，以阿札爾·阿克塔爾為首的恐怖組織策劃襲擊印度，目標是印度空軍的斯利那加空軍基地。空軍上校「洛基」受命應對威脅，並成立由菁英戰機飛行員組成的「天龍」（Air Dragons）小隊；天龍成員包括空軍少校「帕堤」、「米尼」、「塔吉」、「巴什」和「蘇奇」。
天龍小隊在訓練期間，彼此的關係更加親密，米尼也與帕堤產生情愫。但帕堤在之前的一次任務中失去了未婚妻「恩潔」，此內疚一直困擾著帕堤。阿克塔爾在普爾瓦馬組織了一次針對中央後備警察部隊（CRPF）士兵的炸彈襲擊，多名士兵喪生；印度決定對此展開「復仇」。印度空軍與印度研究分析室（RAW）特務札里那·貝甘策劃對阿克塔爾的巴拉科特訓練中心發動反擊；任務雖然成功，但也引發了印度和巴基斯坦之間的衝突。巴基斯坦空軍對印度基地發動報復攻擊。帕堤、塔吉和巴什不顧洛基的命令，越過了印巴控制線，但中了敵方飛行員「紅鼻子」的陷阱，塔吉和巴什被擊落並俘虜。
事後，帕堤雖不被追究責任，但因不服從命令而被退隊，並被安排在海得拉巴空軍學院擔任飛行教練。洛基向米尼透露，恩潔其實是自己的妹妹，認為帕堤害死了恩潔而對他懷恨在心。帕堤在訓練一屆空軍學院生畢業後，決定退出空軍。
巴基斯坦政府宣布將護送塔吉和巴什安全返回印度。但當團隊等待他們回國時，蘇奇向帕堤稱，巴什被阿克塔爾殘酷謀殺，並持續囚禁了重傷的塔吉。印度軍方決定進入敵方領土中的阿克塔爾基地，執行救出巴什的秘密任務，並在雙面諜札里那·貝甘的幫助下，印方的襲擊令阿克塔爾措手不及。當印方處於下風時，帕堤不顧命令，自告奮勇地與洛基一起駕駛後備戰機，前去支援友方。帕堤透過一場空戰擊敗了紅鼻子，並到地面與阿克塔爾交手。在米尼的支援下，帕堤救出了塔吉並殺死了阿克塔爾。最終，當眾人歸國後，基地所有人對他們的勝利歡呼，洛基與帕堤和解，帕堤也與米尼相吻。

## 演員
- 赫利希克·羅桑飾演沙姆謝爾·「帕堤」·帕塔尼亞／沙米少校（英语：Squadron leader）[9]
- 荻皮卡·帕都恭飾演米娜·「米尼」·拉托少校（Squadron Leader Minal "Minni" Rathore）[10]
- 安尼·卡浦爾飾演拉克什·「洛基」·傑辛上校（英语：Group captain (India)）[11]
- 卡蘭·辛格·葛羅佛（英语：Karan Singh Grover）飾演薩塔吉·「塔吉」·吉爾少校（Squadron Leader Sartaj "Taj" Gill）[12]
- 阿克榭·歐貝羅伊（英语：Akshay Oberoi）飾演巴什爾·「巴什」·汗少校（Squadron Leader Basheer "Bash" Khan）[13]
- 瑞沙布·紹尼（Rishabh Sawhney）飾演阿札爾·阿克塔爾（Azhar Akhtar）
- 珊吉妲·謝可（英语：Sanjeeda Sheikh）飾演薩奇·吉爾（Saanchi Gill）
- 亞舒托什·拉納（英语：Ashutosh Rana）飾演阿比吉特·拉托（Abhijeet Rathore）
- 吉塔·艾瓜瓦（Geeta Agrawal）飾演烏沙·拉托（Usha Rathore）
- 塔拉特·阿齊茲（英语：Talat Aziz）飾演帕塔尼亞先生（Mr. Pathania）
- 沙里布·哈西米（英语：Sharib Hashmi）飾演瓦塔曼中校（英语：Wing commander）
- 桑吉夫·賈斯瓦（英语：Sanjeev Jaiswal）飾演馬吉德·汗（Majeed Khan）
- 巴文·辛格（Baveen Singh）飾演蘇赫迪普·「蘇奇」·辛格少校（Squadron Leader Sukhdeep "Sukhi" Singh）
- 馬赫什·薛蒂（英语：Mahesh Shetty）飾演拉詹·「烏尼」·烏尼坦少校（Squadron Leader Rajan "Unni" Unnithan）
- 賽拉特·馬斯特（Seerat Mast）飾演奈娜·「恩潔」·傑辛少校（Squadron Leader Naina "Enjay" Jaisingh）
- 尼尚特·漢杜哈（Nishan Khanduja）飾演馬諾·「小鳥」·巴德瓦吉中尉（Flying Officer Manoj "Birdie" Bhardwaj）
- 錢丹·K·阿南德（英语：Chandan K Anand）飾演哈里什·「諾堤」·諾堤亞爾中校（Wing Commander Harish "Nauty" Nautiyal）
- 穆斯塔克·卡克（英语：Mushtaq Kak）飾演馬蘇德·阿伯拉爾（Maqsood Abrar）
- 維奈·瓦爾馬（英语：Vinay Varma）飾演德博佐提·「德布」·比斯瓦斯准將（英语：Air commodore (India)）
- 哈里什·卡特里（Harish Khatri）飾演印度總理
- 錢德拉·謝卡爾·杜塔（Chandra Shekhar Dutta）飾演RAW特務札里那·貝甘（RAW agent Zarina Begum）
- 薩姆韋德納·蘇瓦卡（Samvedna Suwalka）飾演貝拉·汗（Bella Khan）
- 貝扎德·汗（Behzaad Khan）飾演紅鼻子（Red Nose）
- 拉蒙·奇伯（英语：Ramon Chibb）飾演阿比吉特·「阿比」·巴厘准將（Air Commodore Abhijeet "Abhi" Bali）

## 製作

### 發展

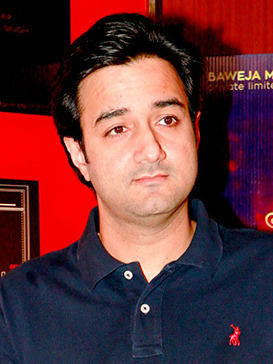
《凌雲戰士》的導演悉達·阿南德

悉達·阿南德在拍攝電影《寶萊塢雙雄之戰》（2019年）時，向主演赫利希克·羅桑講述了關於拍一部戰鬥機題材的動作驚悚大片想法，羅桑也喜歡此故事構想。在印度因COVID-19封鎖期間，阿南德努力想開發此項目，在向羅桑讀本後，對方也同意出演。據2020年12月的報導，證實阿南德與羅桑繼《寶萊塢雙雄之戰》後重聚，合作拍攝名為《凌雲戰士》空中動作驚悚片。
2021年1月10日，即羅桑的生日，《凌雲戰士》的消息正式宣布。本片是印度首部空中動作片，也計劃開發成系列作。本片由瑪姆塔·阿南德（Mamta Anand）、阿吉特·安德哈爾、安庫·潘德和拉蒙·奇伯擔任監製，維亞康姆18製片室及馬夫利克斯影業（Marflix Pictures）聯合製作；製作預算達25億盧比。
《凌雲戰士》的觀眾客群面向全球，用上了最新的技術及拍攝技巧，同時向印度武裝部隊的英勇和犧牲致敬。

### 前期製作
前軍官兼編劇奇伯在阿南德的幫助下寫下了《凌雲戰士》的故事綱要。後來，疫情封鎖期間，阿南德及其編劇團隊在羅桑的監督下完成劇本編寫。演員阿克榭·歐貝羅伊稱，本片的動作場面比同導演的《寶萊塢之絕地特工》（2023年）「份量更重」。阿南德保留了自己大部分的技術班底，包括攝影指導薩奇斯·保羅斯（Satchith Paulose）、剪輯師阿里夫·謝赫（Aarif Sheikh）、特技指導吳世映（SeYeong Oh）及動作指導蘇尼爾·羅德里格斯（Sunil Rodrigues）。拉吉·卡特里（Raj Khatri）負責設計電影海報。
2022年9月，羅桑開始參加專題會議，並繼續進行了12週的模擬器訓練，熟知扮演戰鬥機飛行員的細節。他的訓練由克里斯·格辛（Kris Gethin）監督，還為此鍛鍊了腹肌並減肥。11月，羅桑參觀了泰倫迦納邦的空軍基地和空軍學院，觀察飛行員及學員的舉止、生活作息。
現實生活中的印度空軍學員也參與了本片的製作。他們從德里空軍總部和海得拉巴附近的鄧迪加爾空軍學院（Dundigal Air Force Academy）空運調度而來。

## 外部連結
- 互联网电影数据库（IMDb）上《凌雲戰士》的资料（英文）
- 《凌雲戰士》的Bollywood Hungama頁面